# Cheick Oumar Dabo
Pour les articles homonymes, voir Dabo (homonymie).
Cheick Oumar Dabo, né le 12 janvier 1981 à Bamako, est un ancien footballeur international malien, qui évoluait au poste d'avant-centre.
Depuis septembre 2024, il est l’entraîneur du groupe senior de l’ES Pointe de Caux à Sainneville sur Seine, près du Havre.

## Carrière
Sa carrière décolle réellement lorsqu'il arrive en Algérie à la JS Kabylie, l'un des clubs les plus huppés d'Afrique. Auparavant, il avait joué dans les championnats de Turquie, avec le club de Gençlerbirliği, de Corée du Sud au sein du Bucheon SK et des Émirats arabes unis avec le Dubaï Club. Il s'intègre parfaitement à la JSK et au championnat algérien, inscrivant pas moins de 17 buts en championnat. Il termine meilleur buteur de la compétition. La JS Kabylie, championne en titre, doit cependant se contenter de la deuxième place derrière l'ES Sétif.
Ses performances individuelles et collectives lui permettent d'attirer l'attention d'autres clubs, notamment en France. Les clubs du Havre AC et du Stade Brestois s'intéressent à lui, mais Dabo opte finalement pour Le Havre qui débourse plus de 1,3 million d'euros pour le recruter. 
Il ne parvient pas à s'imposer dans son nouveau club. En manque de temps de jeu au Havre, il est prêté lors du mercato d'hiver au Tours FC. En juin 2008, il est de retour de son prêt au Havre mais est une nouvelle fois prêté, à Niort.
En décembre 2009, il est prêté au club marocain du Difaâ El Jadida. Il marque 8 buts toutes compétitions confondues avec ce club. Après une saison en Libye, il revient en France au sein du Sporting Club angérien fin 2011 lors de la première guerre civile libyenne.

## Palmarès

### En club
- JS Kabylie
  - Vice champion d'Algérie en 2007

- Le Havre AC
  - Champion de France de Ligue 2 en 2008

- Tours FC
  - Deuxième de National en 2008

### Distinctions individuelles
- Membre du K League All-Star Game (en) en 2002 et 2003 (avec le Bucheon SK)
- Meilleur buteur du championnat d'Algérie en 2007 (17 buts, avec la JS Kabylie)
- Élu meilleur joueur du championnat d'Algérie en 2007 (avec la JS Kabylie)